# Фрідріх Карл Прусський (1828—1885)
Фрідріх Карл Ніколаус Прусський (нім. Friedrich Karl Nikolaus von Preußen), (нар. 20 березня 1828 — пом. 15 червня 1885) — прусський принц з династії Гогенцоллернів, син принца Карла Прусського та Марії Саксен-Веймар-Айзенаської, головнокомандувач прусської армії. Генерал-фельдмаршал Пруссії від 28 жовтня 1870 та Росії від 1872. Учасник першої та другої війни за Шлезвіг, австро-прусської та франко-прусської війн. Кавалер багатьох орденів.

## Біографія
Фрідріх Карл Ніколаус народився 20 березня 1828 року в Берліні. Він став первістком в родині принца Прусського Карла та його дружини Марії Саксен-Веймар-Айзенаської, народившись за десять місяців після їхнього весілля. Згодом у хлопчика з'явилися двоє молодших сестер: Луїза та Анна.
Мешкала сім'я у Палаці принца Карла на Вільгельмплатц № 8-9 в Берліні. Жила родина заможно, в палаці було зібрано велику кількість витворів мистецтва та колекцію рідкісної зброї. Ще однією резиденцією був замок Ґлініке біля Потсдаму.
Фрідріх Карл між 1842 та 1846 вивчав військові дисципліни під керівництвом графа Альбрехта фон Руна, після чого вступив до Боннського університету. У 1847 він став членом студентського братства Das Corps Borussia Bonn. В тому ж році був нагороджений медаллю за порятунок дитини, яку він витяг з вод Рейну.
Після закінчення навчання у 1848 році, брав участь у Першій війні за Шлезвіг в ескорті графа Фрідріха фон Врангеля в чині капітана, відзначився особистою хоробрістю. А у 1849 —у Баденській кампанії як майор гештабу. Тоді, в битві під Візенталем принц був важко поранений.
У подальший мирний час отримав звання полковника в 1852 та генерал-майора у 1854. Того ж року узяв шлюб із своєю троюрідною сестрою, 17-річною Марією Анною Ангальт-Дессау. Наречена була дуже красивою, але мала вади слуху. Весілля відбулося 29 листопада 1854 в Дессау. У подружжя народилося п'ятеро дітей. Шлюб не був щасливим, Фрідріх Карл вимагав народження спадкоємця, проте син став лише п'ятою дитиною в сім'ї. Після цього подружжя хотіло навіть розлучитися, однак втручання короля перешкодило цьому.
До того часу принц вже став генерал-лейтенантом у 1856 та багато часу присвячував вивченню військових наук. Своїми напрацюваннями він ділився із тісним колом офіцерів, читаючи лекції та пишучи трактати з відповідних тем. Один з них, де йшлася мова про необхідність військових реформ, без відома автора був опублікований у 1860 році. Тоді ж Фрідріх Карл перейняв командування III Армійським корпусом від князя Вільгельма Радзивілла, якого Вільгельм I призначив на посаду головного інспектора фортець. В цьому корпусі Фрідріх Карл мав змогу проводити бажані реформи, зробивши його таким чином, експериментальним полем для випробування військових ідей, що сприяло загальному розвитку прусської армії.

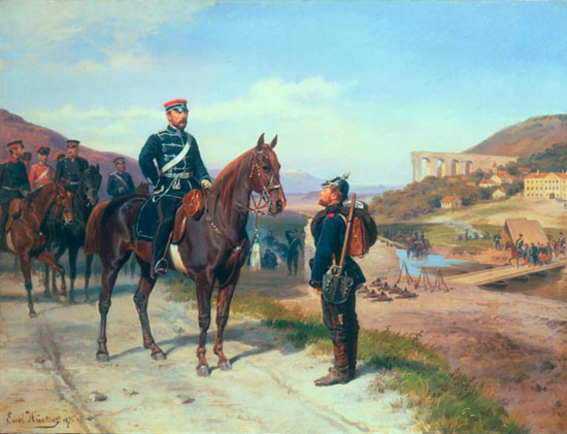
Карл Фрідріх на картині пензля Еміля Хюнтена, 1870

1864-го, принц, ставши генералом кінноти, очолював прусські війська у другій війні за Шлезвіг. Згодом став верховним головнокомандувачем союзницької армії. За виграну ним битву при Дюббьолі, імператор дарував його маєтку Дюппель на півдні Берліна права садиби від 13 січня 1865.
У 1866 став головнокомандуючим армії, очолив I, III та IV армійські корпуси. Під час австро-прусської війни, прибувши першим під Кеніггрець, стримував переважаючі сили австрійців до підходу Другої армії, що атакувала противника з флангів.
Після проголошення Північнонімецького союзу у 1867 Фрідріх Карл представляв виборчий округ Східної Пруссії Лабіау-Велау в установчому рейхстазі, де належав до консерваторів.
Під час франко-прусської війни, командуючи Другою армією, принц відзначився у битвах при Шпіхерні, Марс-ла-Турі, Сен-Пріва — Гравелоті та облозі Мецу. Після падіння Мецу армія попрямувала до Луари, де необхідно було очистити район поблизу Орлеана, де французькі війська намагалися маневренно відійти у північному напрямку, захищаючи Париж. У грудні 1870 він захопив Орлеан, а у січні 1871 —— виграв битву при Ле-Мані, внаслідок чого, майже вся Західна Франція перейшла під контроль німецьких військ.
Як нагороду, принц отримав дотацій у кількості 300 000 талерів та звання генерал-фельдмаршала. Російська імперія нагородила його «за участь у війні з французами» орденом святого Георгія 2-го класу від 19 квітня 1871 та жезлом російського генерал-фельдмаршала у 1872. Також став шефом кількох прусських, австрійських та російських полків.

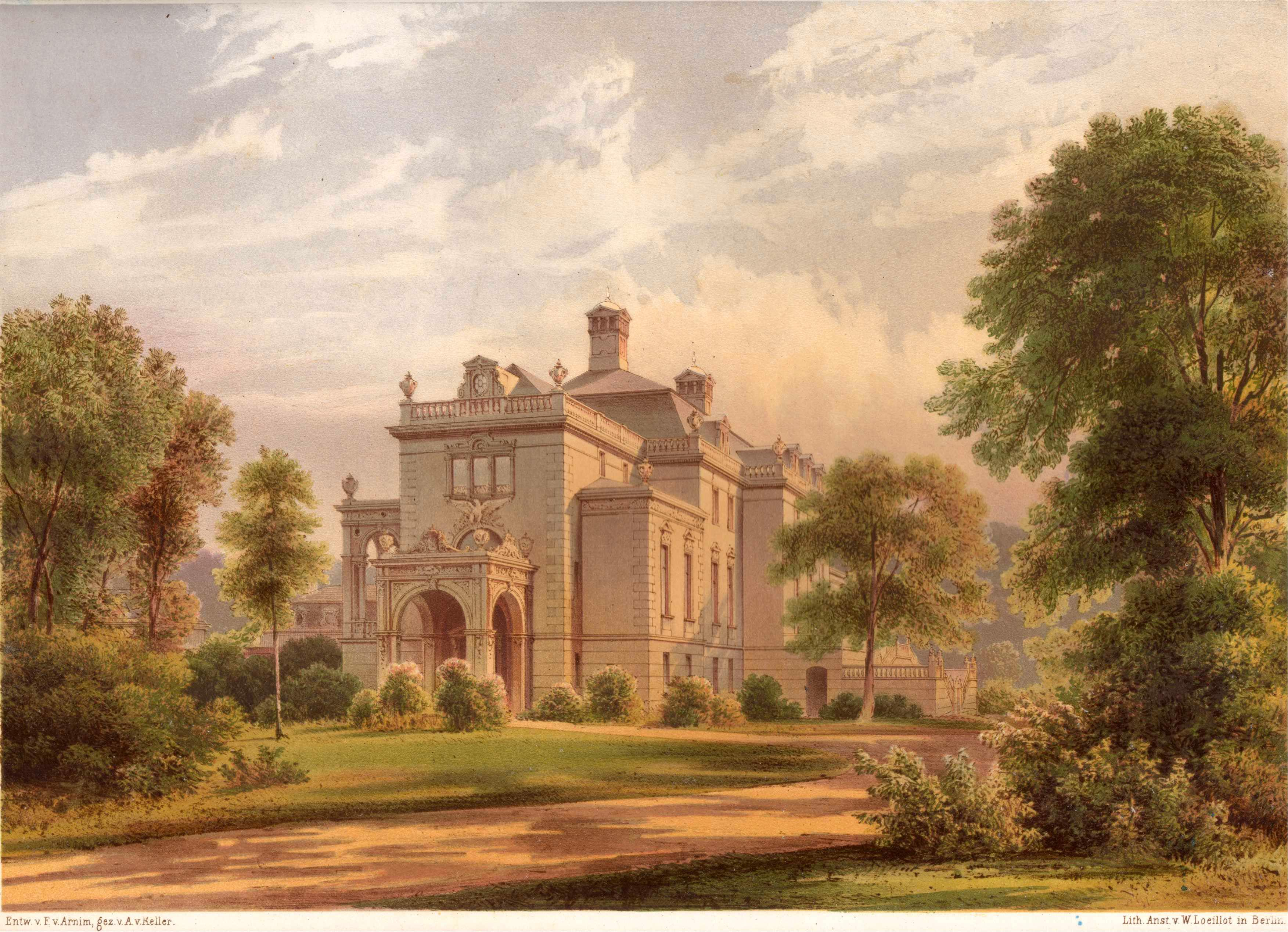
Кляйн Ґлініке

Після війни обіймав посаду генерального інспектора третьої армійської інспекції та був призначений інспектором прусської кінноти.
Кілька разів подорожував Сходом, востаннє — 1883 року, відвідавши Єгипет та Сирію.
Улюбленим місцем його відпочинку залишався мисливський будиночок Драйлінден в Берліні в однойменному лісі. Там він проводив до п'яти місяців на рік, в інший час живучи у своїх кімнатах в королівському замку.
Помер Фрідріх Карл у своєму маєтку Кляйн Ґлініке в Потсдамі 15 червня 1885 у віці 57 років наступного дня після перенесеного інсульту. Поховали його у лісовій церкві святих Петра і Павла в Нікольському. При дворі було оголошено місячний траур, в армії в цей час носили чорні нарукавні пов'язки.
Восени його дружина від'їхала до Італії. Наступного року з'явилися чутки, що вона взяла другий шлюб із капітаном Ваґенхаймом.
16 серпня 1888 року у Франкфурті був відкритий пам'ятник Фрідріху Карлу.

## Родина

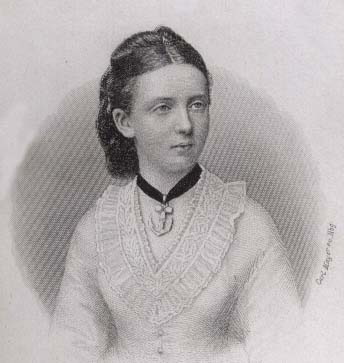
Марія Анна Ангальт-Дессау

Дружина — Марія Анна Ангальт-Дессау. 
Діти:
- Марія Єлизавета (1855—1888) — була одружена із Генріхом Нідерландським, а після його смерті — із Альбертом Саксен-Альтенбурзьким, мала двох доньок від другого шлюбу;
- Єлизавета Анна (1857—1895) — дружина великого герцога Ольденбурзького Фрідріха Августа II, мала із ним двох доньок;
- Анна Вікторія (26 лютого—6 травня 1858) — померла немовлям;
- Луїза Маргарита (1860—1917) — дружина герцога Артура Коннаутського та Стретхернського, мали трьох дітей;
- Фрідріх Леопольд (1865—1931) — генерал-оберст, був одружений із Луїзою Софією Ауґустенбурзькою, мав трьох синів та доньку.

## Нагороди

### Німецька імперія

#### Прусське королівство
- Орден Чорного орла з ланцюгом
  - орден (20 березня 1838)
  - ланцюг (1846)
- Орден Червоного орла, великий хрест з дубовим листям і мечами
- Королівський орден дому Гогенцоллернів, великий командорський хрест із зіркою і мечами
- Князівський орден дому Гогенцоллернів, почесний хрест 1-го класу з мечами
- Орден Святого Йоанна (Бранденбург), лицар справедливості
- Pour le Mérite, великий хрест з дубовим листям
  - орден (16 вересня 1848)
  - дубове листя (27 лютого 1864)
  - великий хрест (20 вересня 1866)
  - дубове листя (2 вересня 1873)
- Орден Корони (Пруссія) 1-го класу
- Залізний хрест 2-го і 1-го класу
- Великий хрест Залізного хреста (22 березня 1871)
- Рятувальна медаль
- Хрест «За вислугу років» (Пруссія)

#### Велике герцогство Гессенське
- Орден Людвіга (Гессен), великий хрест (20 грудня 1846)
- Хрест «За військові заслуги» (Гессен) (22 березня 1871)

#### Ганноверське королівство
- Королівський гвельфський орден, великий хрест (1847)
- Орден Святого Губерта (Ганновер) (1864)

#### Велике герцогство Баденське
- Орден Вірності (Баден) (1849)
- Орден Церінгенського лева, великий хрест (1849)
- Орден Військових заслуг Карла Фрідріха
  - командорський хрест 1-го класу (1849)
  - великий хрест (1871)

#### Саксонське королівство
- Орден Рутової корони (1867)
- Військовий орден Святого Генріха, великий хрест (1870)

#### Баварське королівство
- Орден Святого Губерта
- Військовий орден Максиміліана Йозефа, великий хрест

#### Мекленбург
- Орден Вендської корони, великий хрест з короною в руді
- Хрест «За заслуги у війні» (Мекленбург-Стреліц)

#### Інші країни
- Орден Білого Сокола, великий хрест (Велике герцогство Саксен-Веймар-Айзенаське; 26 листопада 1845)
- Орден Золотого лева (Гессен-Кассельське ландграфство; 22 травня 1850)
- Орден Альберта Ведмедя, великий хрест з мечами (Ангальтське герцогство)
  - орден (14 лютого 1853)
  - мечі (12 вересня 1864)
- Орден дому Саксен-Ернестіне, великий хрест (листопад 1854)
- Орден Заслуг герцога Петра-Фрідріха-Людвіга, великий хрест із золотою короною і мечами
  - орден (18 вересня 1861)
  - мечі (7 вересня 1870)
- Орден Вюртемберзької корони, великий хрест (30 грудня 1870)
- Орден Генріха Лева (Брауншвейг-Люнебурзьке герцогство)
- Медаль «За військові заслуги» (Ліппе)

### Російська імперія
- Орден Андрія Первозванного (1938)
- Орден Святого Олександра Невського
- Орден Білого Орла
- Орден Святої Анни 1-го ступеня
- Орден Святого Станіслава 1-го ступеня
- Орден Святого Георгія
  - 4-го ступеня (22 червня 1849)
  - 2-го ступеня (1 липня 1870)

### Австро-Угорщина
- Королівський угорський орден Святого Стефана, великий хрест (1852)
- Військовий орден Марії Терезії, командорський хрест (1864)

### Італійське королівство
- Золота медаль «За військову доблесть» (Італія) (3 липня 1866)
- Вищий орден Святого Благовіщення (13 січня 1867)
- Орден Святих Маврикія та Лазаря, великий хрест (13 січня 1867)
- Орден Корони Італії, великий хрест
- Савойський військовий орден, великий хрест

### Нідерланди
- Орден Віллема, великий хрест (23 серпня 1878)
- Орден Нідерландського лева, великий хрест

### Османська імперія
- Орден Меджида 1-го ступеня з діамантами
- Орден «Османіє» 1-го ступеня з діамантами

### Інші країни
- Орден Леопольда I, великий хрест з ланцюгом (Бельгія; 25 квітня 1867)
- Орден Золотого руна (Іспанія; 12 листопада 1871)
- Орден Серафимів (Шведсько-норвезька унія; 19 липня 1874)
- Орден Лазні, почесний великий хрест (Британська імперія; 3 липня 1878)
- Орден Калакауа I, великий хрест (Гавайське королівство; 1881)
- Орден Спасителя, великий хрест (Грецьке королівство)
- Орден дому Хусейнідів (Туніс)
- Орден Зірки Румунії, великий хрест
- Орден Королівського дому Чакрі (Сіам)

## Вшанування пам'яті
- На честь Фрідріха Карла названа вулиця Friedrich-Karl-Straße в берлінському районі Темпельгоф.[7]
- Встановлена у 1888 році бронзова статуя у Франкфурті.
- Його ім'ям були названі панцерний фрегат «КЙВ[8] Фрідріх Карл», збудований на французькій верфі ще за життя принца у 1867 році[9] та броненосний крейсер «КЙВ Фрідріх Карл», що був введений в експлуатацію у 1903 та перебував у строю до кінця 1914, доки під час Першої світової війни не підірвався на двох російських мінах за 56 км від Мемеля.